# 基輔攻勢
基輔攻勢發生於1920年4月24日至6月13日，交戰雙方為波烏聯軍與紅軍。攻勢最終使波烏聯軍占领基辅，但不久后便又被紅军占领。